# Resolució 344 del Consell de Seguretat de les Nacions Unides
La Resolució 344 del Consell de Seguretat de les Nacions Unides, aprovada el 15 de desembre de 1973 en la vigília de la conferència de pau prevista a la resolució 338, el Consell va expressar l'esperança que es realitzés un ràpid progrés cap a l'establiment de la pau justa i duradora a l'Orient Mitjà. El Consell també va expressar la seva confiança en que el Secretari General de les Nacions Unides exerciria un paper eficaç i efectiu en la conferència i va demanar que mantingués informada al Consell sobre els esdeveniments en les negociacions.
La resolució es va aprovar amb 10 vots contra cap; amb quatre abstencions de França, la Unió Soviètica, el Regne Unit i els Estats Units.